# Теренкуль (озеро, Чебаркульский район)
Тере́нкуль — озеро в Чебаркульском районе Челябинской области северо-западнее города Чебаркуль. Располагается в тектоническом разломе.

## География
Вокруг Теренкуля много мелких и средних озёр: Табанкуль, Большой Боляш, Еловое, Большой Кисегач, Чебаркуль, Большой Сунукуль и Аргаяш.
Озеро вытянуто с запада на восток и окружено лесом. В западной части обширные заросли кувшинки. Берега обрывистые. Является проточным — из Табанкуля в Большой Кисегач.
В середине XX века местные санатории сбрасывали в озеро хозяйственные стоки, поэтому оно считается менее чистым среди других чебаркульских озёр. Этот водоём также называют Ташкулёнок.
Административно входит в Непряхинское сельское поселение.

## Название
Название переводится с башкирского как «глубокое озеро» (тәрән — «глубокий», күл — «озеро»).

## Растительный и животный мир
Дно песочное и каменное. Здесь водятся окунь и чебак, в 2012 году был запущен байкальский омуль.